# یوری آندروپوف
یوری ولادیمیرویچ آندروپوف (به روسی: Ю́рий Влади́мирович Андро́пов) (زاده ۱۵ ژوئن ۱۹۱۴ – درگذشته ۹ فوریه ۱۹۸۴) سیاستمدار اتحاد شوروی و دبیرکل حزب کمونیست اتحاد جماهیر شوروی از ۱۲ نوامبر ۱۹۸۲ تا روز مرگش بود. او مجموعاً حدود ۱۶ ماه این سمت را به عهده داشت و در این مدت در واقع رهبر شوروی بود. آندروپف از افرادی بود که بسیار مورد اطمینان برژنف بود، برای همین برژنف اول او را به سمت ریاست کا.گ. ب و سپس معاونت خود در حزب برگزید.
آندروپف خواهان اصلاحات اساسی در زمان برژنف بود اما هر بار که طرح مسئله می‌کرد از طرف برژنف مانع می‌شد تا اینکه به رهبری شوروی رسید اما با خیل کثیر رهبران مفسد روبه رو بود که نمی‌شد کاری را انجام داد.
او از لحاظ مدت زمامداری پس از کنستانتین چرننکو، کوتاهترین مدت رهبری شوروی را به عهده داشت، از ۱۹۸۲ تا ۱۹۸۴.

## زندگی
یوری ولادیمیر یوویچ آندروپوف سیاست‌مدار برجسته شوروی در پانزدهم ژوئن ۱۹۱۴م به دنیا آمد و تحصیلات خود را در رشته راه و ساختمان به پایان برد. وی از جوانی وارد فعالیت‌های سیاسی شد و به حزب کمونیست شوروی پیوست. آندروپوف در سال ۱۹۵۳م به سفارت شوروی در مجارستان دست یافت و هنگامی که نیروهای شوروی در سال ۱۹۵۶م به این کشور حمله کردند، رهبری اصلی عملیات اشغال نظامی این شهر و سرکوب خونین اصلاح‌طلبانِ مجاری را بر عهده گرفت. وی با پایان یافتن دوران چهارساله سفارت در مجارستان، به شوروی بازگشت و پس از عضویت در کمیته مرکزی حزب کمونیست شوروی، در سال ۱۹۷۳م، عضو دفتر سیاسی این حزب که نقش مهمی در ارکان قدرت شوروی داشت، شد. آندروپوف هم‌چنین در سال ۱۹۶۷م به ریاست سازمان جاسوسی شوروی سابق موسوم به کا. گ. ب انتخاب شد و این سمت را تقریباً تا زمان مرگ لئونید بِرِژِنف رهبر پیشین شوروی در سال ۱۹۸۲م، به مدت ۱۵ سال بر عهده داشت. هفت ماه پس از مرگ بِرِژنف، آندروپوف به دبیر کلی حزب کمونیست شوروی که بالاترین مقام رسمی آن کشور بود، منصوب شد و این مقام را تا زمان مرگ به مدت ۱۵ ماه حفظ کرد. آندروپوف در زمان حکومت خود، مبارزه‌ای را برای ریشه‌کن ساختن فساد سیاسی و اقتصادی بازمانده از دوران بِرِژنف آغاز کرد و مشوق تولید و بهره‌وری بیشتر گردید. او هم‌چنین دست به تصفیه بسیاری از مقامات شوروی سابق زد، اما در سیاست‌های خود چندان موفق نشد. آندروپوف مذاکرات محدود ساختن سلاح‌های استراتژیک هسته‌ای موسوم به سالْت را به بن‌بست کشاند و سیاست غیرفعالی را در جهان، به ویژه در رابطه با برخوردهای تهاجمی آمریکا در خارج از قلمرو نفوذ شوروی سابق ارائه داد به‌طوری‌که شوروی تنها به محکوم ساختن آمریکا اکتفا می‌کرد. با این حال، در دوران زمام‌داری آندروپوف، مسابقه تسلیحاتی افزایش یافت و ساخت سلاح‌های هسته‌ای در برنامه کار هر دو ابرقدرت قرار گرفت. در این دوره پانزده‌ماهه، میزان کمک‌های خارجی شوروی کاهش یافت که کشورهای کمونیستی به ویژه در جنوب آفریقا، از این بابت اظهار نگرانی می‌کردند. آندروپوف که از بیماری کلیوی و دیابت رنج می‌برد در دوره زمام‌داری خود، توانایی کمترین تغییر در سیاست‌های داخلی و خارجی را نداشت. یوری آندروپوف پس از ماه‌ها غیبت و حاضر نشدن در ملأ عام سرانجام در نهم فوریه ۱۹۸۴م در ۶۹ سالگی در مسکو درگذشت و چرنینکو به جانشینی وی برگزیده شد.

## دوران حکومت

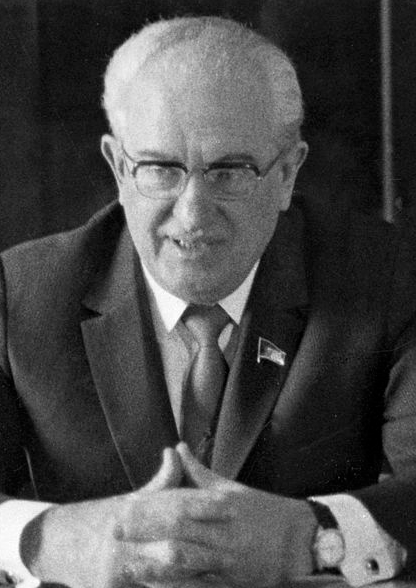
آندروپوف در ژانویهٔ ۱۹۷۴

آندروپوف ۱۵ سال مسئول امور امنیتی شوروی بود. سال‌ها به عنوان عضو دفتر سیاسی حزب کمونیست شوروی مأمور خنثی کردن اتهام مائو به رهبران شوروی بود که آنان را «تجزیه طلب» می‌خواند و این اتهام به حیثت حزب کمونیست شوروی نزد کمونیستهای سایر کشورها لطمه می‌زد. اندروپوف در طول حکومت خود یک بار شدیدترین اخطار را در مورد مداخله در اوضاع افغانستان به آمریکا داد که در پی آن احتمال می‌رفت به پاکستان که مرکز آموزش نظامی مخالفان حکومت کمونیستی افغانستان شده بود حمله موشکی کند.
اندروبوف در طول زمامداری خود چند مقام جوان‌تر حزبی از جمله گورباچف را ارتقاء مقام داد و وارد کارهای مهم ساخت که همین‌ها بعداً باعث فروپاشی شوروی شدند.

## مرگ

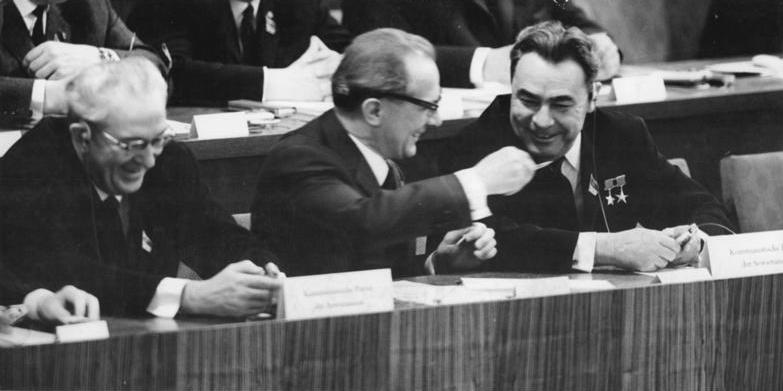
همراه با اریش هونکر و لئونید برژنف در آوریل ۱۹۶۷

نهم فوریه سال ۱۹۸۴ یوری اندروپوف پس از ۱۵ ماه حکومت بر شوروی در سن ۶۹ سالگی درگذشت. مرگ او بیماری کلیوی اعلام شد و پنج روز بعد چرنینکو ۷۲ ساله جای او را گرفت. در سال‌های آخر عمر برژنف و ماه‌های آخر حیات اندرو پوف به علت بیماری هردو امور شوروی از نظم سابق خارج شده بود و چرننکو که حکومتش کوتاه بود به علت کهولت موفق به تنظیم و بازگرداندن امور به روال اصلی نشد.